# Monumento a Eugenio d'Ors
El Monumento a Eugenio d'Ors Rovira es un monumento de arte público en Madrid, España. Está dedicado a Eugenio d'Ors —escritor catalán, crítico de arte e intelectual franquista— y consta de un grupo escultórico dentro de una fuente y un mural conmemorativo que muestra un escrito de d'Ors. Se sitúa en el Paseo del Prado, de frente a la Casa Sindical y el Museo del Prado.

## Historia y descripción
El proyecto del monumento lo llevó a cabo Víctor d'Ors, hijo de Eugenio. El lado de frente del monumento de frente al Museo del Prado muestra un grupo escultórico de bronce que emerge de una fuente;  consta de una alegoría femenina (diseñado por Cristino Mallo) frenando a una criatura de cuatro patas, descrito como "dragón pequeño", un tipo de "stegosaurus" o una "erupción barroca y espontánea".
La pared de granito presenta una larga inscripción, con una recopilación de aforismos resumiendo las opiniones del autor honrado en torno a la Vida y la Estética.
Aparte de un medallón de piedra diseñado por Federico Marés con la efigie de d'Ors y sus fechas de nacimiento y muerte, el lado posterior de frente a la antigua Casa Sindical y hoy Ministerio de Sanidad, Servicios Sociales e Igualdad, tiene una inscripción que reza: "a la memoria del magisterio orsiano. en mcmlxiii dedica madrid esta fuente siendo alcalde el xvi conde de mayalde".
Fue inaugurado en julio de 1963.

## Galería

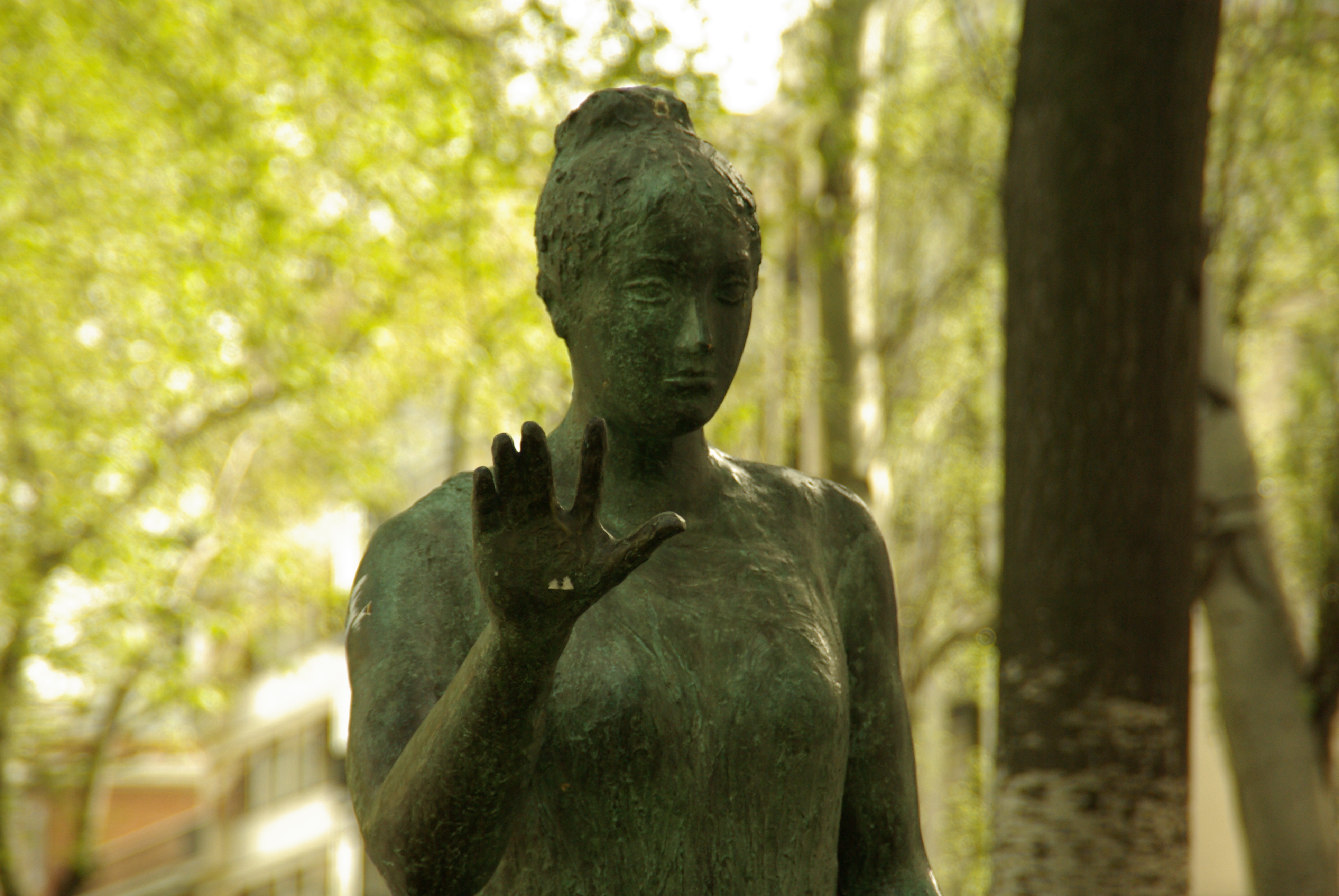
La alegoría femenina
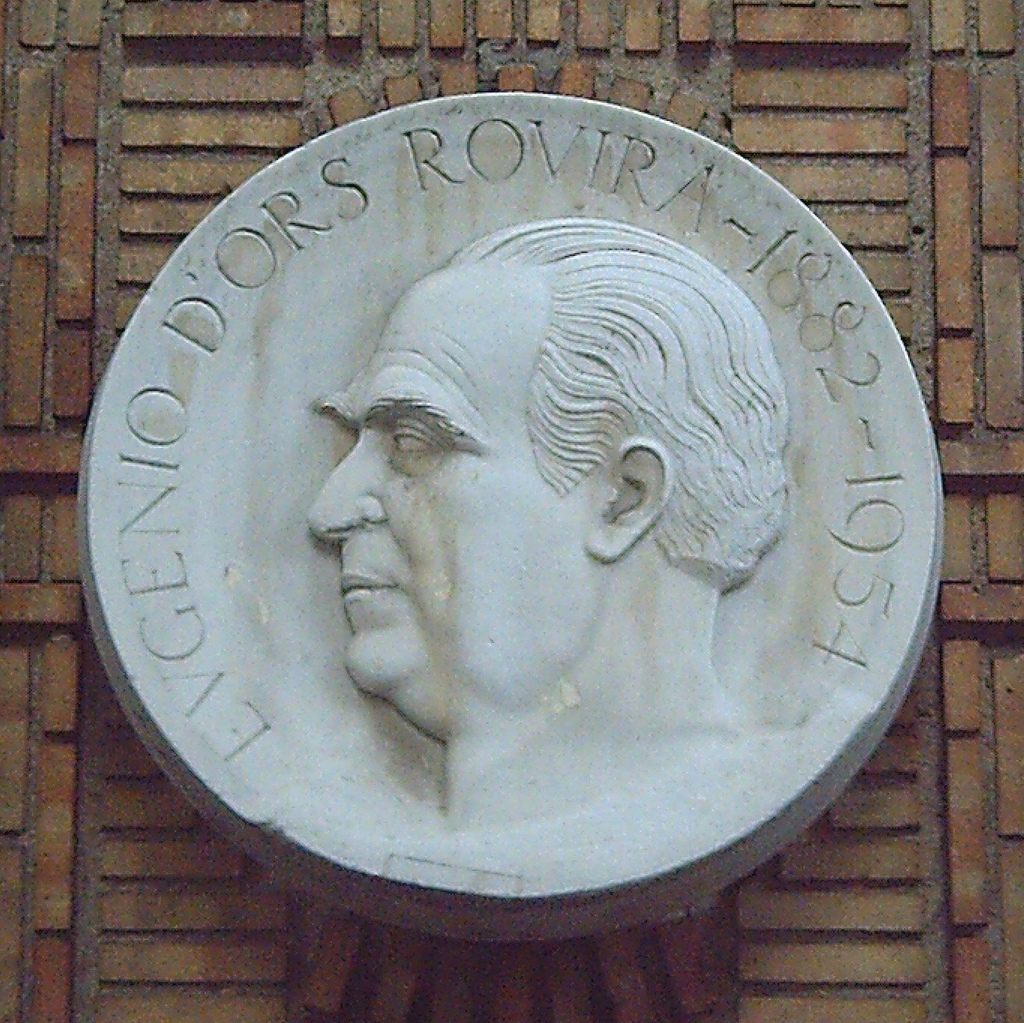
El medallón del lado posterior
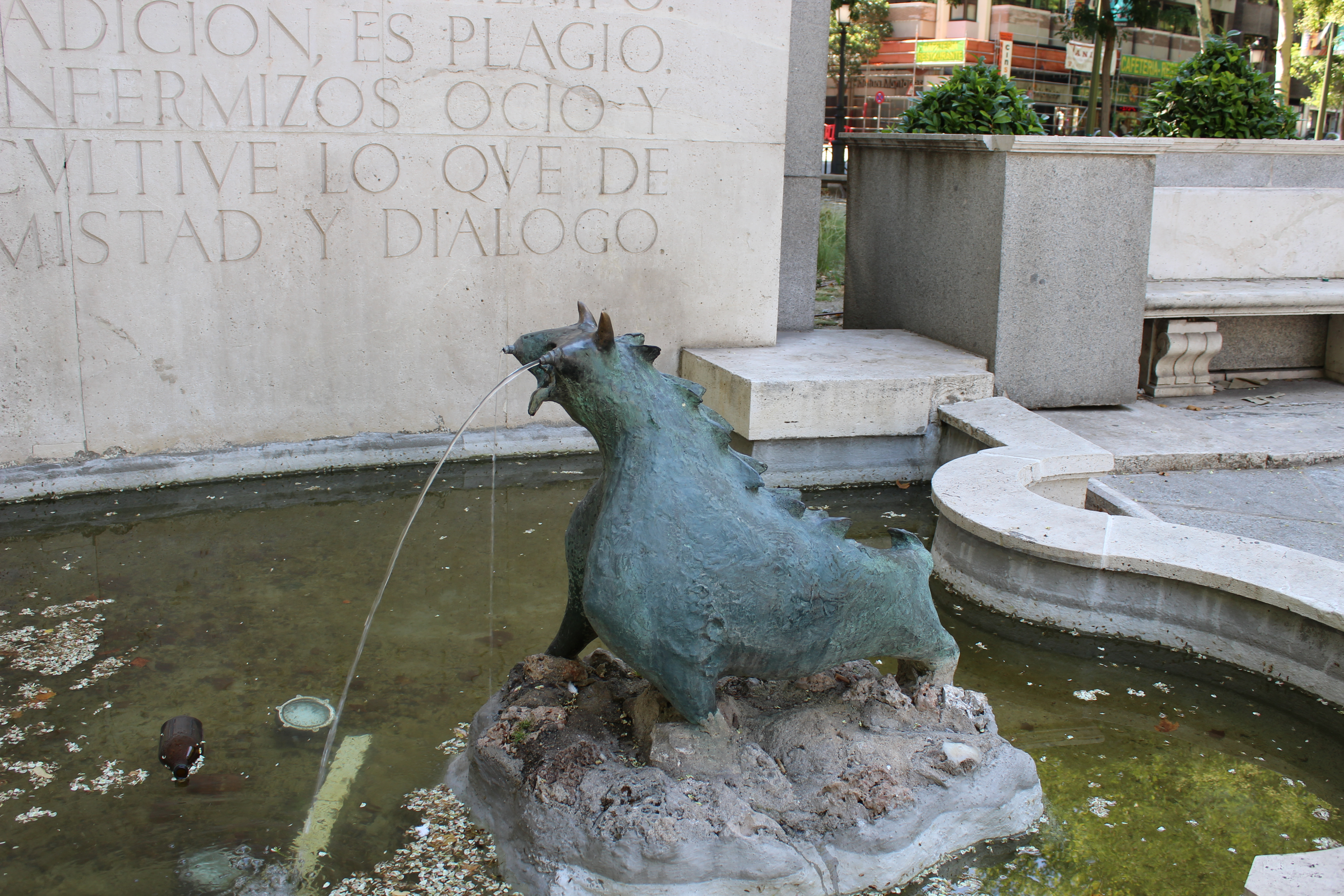
La criatura mitológica